# Gasteroagaricoides ralstoniae
Gasteroagaricoides ralstoniae — вид грибів, що належить до монотипового роду Gasteroagaricoides.